# گوهار آرمنیان
گوهار آرمنیان (ارمنی: Գոհար Արմենյան؛ زادهٔ ۱۶ فوریهٔ ۱۹۹۵) بازیکن فوتبال در پست مهاجم اهل ارمنستان است.

## تیم ملی
وی همچنین در  تیم ملی فوتبال زیر ۱۹ سال زنان ارمنستان و تیم ملی فوتبال زنان ارمنستان بازی کرده‌است.